# مالكولم سميث
مالكولم سميث (بالإنجليزية: Malcolm Arthur Smith)‏ (و. 1875 – 1958 م) هو طبيب، وعالم زواحف، من المملكة المتحدة، توفي عن عمر يناهز 83 عاماً.